# Labourdonnaisia
Labourdonnaisia là một chi thực vật thuộc họ Sapotaceae. Các loài cây Labourdonnaisia đôi khi có thể bị nhầm lẫn với các loài cây thuộc chi Sideroxylon cũng có trên quần đảo Mascarene. Tuy nhiên, các loài Labourdonnaisia có gân lá song song trên lá của chúng, trong khi các loài Sideroxylon có gân lá dạng lưới dày đặc và gân giữa ở mặt dưới lá chắc khỏe.

## Từ nguyên
Danh pháp Labourdonnaisia và Labourdonneia đều là để vinh danh Bertrand-François Mahé de La Bourdonnais (1699-1753), thống sứ Pháp tại Île de France (nay là Mauritius) và Île Bourbon (nay là Réunion) từ 1735 tới 1740.

## Lịch sử phân loại
Năm 1837 Wenceslas Bojer công bố chi Labourdonneia với 5 loài là L. revoluta, L. calophylloides, L. sarcophleia, L. glauca ở Mauritius; nhưng không kèm theo mô tả khoa học. Năm 1841, tác giả này mô tả chi Labourdonnaisia (có lẽ đổi tên để cho sát hơn với tên của La Bourdonnais) nhưng dẫn chiếu rõ ràng tới Labourdonneia mà ông đã đặt năm 1837; đồng thời cung cấp mô tả khoa học chi tiết cho các loài L. revoluta, L. sarcophleia (hiện nay là được coi là đồng nghĩa của L. calophylloides), L. calophylloides, L. glauca.
Labourdonneia sarcophleia được Charles Baehni (1906-1964) chọn làm loài điển hình của chi này trong bài báo công bố tại trang 147 số 11 tạp chí Boissiera năm 1965. Tuy nhiên hiện nay nó được coi là đồng nghĩa của Labourdonnaisia calophylloides, có lẽ là do trong công bố năm 1837 của Bojer thì nó được liệt kê sau L. calophylloides.

## Phân bố
Các loài trong chi này có sự phân bố trên các đảo ở miền tây Ấn Độ Dương.

## Các loài
Plants of the World Online (POWO) và World Checklist of Selected Plant Families (WCSP) công nhận 7 loài như sau:
- Labourdonnaisia calophylloides Bojer, 1841: Mauritius, Réunion.
- Labourdonnaisia glauca Bojer, 1841: Mauritius.
- Labourdonnaisia lecomtei Aubrév., 1971: Đông bắc Madagascar.
- Labourdonnaisia madagascariensis Pierre ex Baill., 1891: Đông Madagascar.
- Labourdonnaisia revoluta Bojer, 1841: Mauritius.
- Labourdonnaisia richardiana Pierre ex Aubrév., 1974: Đông Madagascar.
- Labourdonnaisia thouarsii Pierre ex Dubard, 1914: Madagascar.